# Fljótsdalur
Fljótsdalur is een vallei in het oosten van IJsland in de regio Austurland. De gemeente Fljótsdalshérað, waarvan Egilsstaðir de hoofdplaats is, ligt in de vallei Fljótsdalur.